# On the Inside
«En el Interior» —título original en inglés: «On the Inside»— es el sexto episodio de la undécima temporada de la post-apocalíptica horror serie de televisión The Walking Dead. El episodio 159 de la serie en general, fue dirigido por el productor ejecutivo Greg Nicotero y escrito por Kevin Deiboldt. "On the Inside" se lanzó en la plataforma de transmisión AMC+ el 19 de septiembre de 2021, antes de transmitirse en AMC el 26 de septiembre de 2021.
n el episodio, Connie (Lauren Ridloff) y Virgil (Kevin Carroll) se refugian en una cabaña en el bosque habitada por humanos salvajes; Pope (Ritchie Coster) vuelve a poner a prueba la lealtad de Daryl (Norman Reedus); mientras que Maggie (Lauren Cohan), Negan (Jeffrey Dean Morgan), Gabriel (Seth Gilliam) y Elijah (Okea Eme-Akwari) se esconden en el puesto satélite mientras los Reapers los buscan; y Kelly (Angel Theory) busca a su hermana, Connie. El episodio recibió elogios de la crítica. Se elogió el factor de terror del episodio.

## Trama
Connie y Virgil se refugian en una casa que encuentran en el bosque mientras huyen de los caminantes, mientras que en otra zona boscosa Kelly busca a Connie. Daryl permanece en el escondite de los Reapers, donde es testigo de cómo Carver interroga a Frost. Pope le encarga a Daryl que continúe el interrogatorio. Frost revela que se reunirán en una casa amarilla cuando Daryl le corta un dedo y Leah acepta liderar un equipo para investigar la casa. Leah le pide a Daryl que los acompañe, lo que molesta a Carver.
En la casa, mientras comprueba si está despejado, Connie ve unos ojos que la miran a través del botiquín del baño. Lleva a Virgil al baño, pero los ojos ya no están. Mientras regresan a la sala principal, una pared móvil se cierra entre ellos, atrapándolos en diferentes salas. Connie es atacada por una persona salvaje y escapa; Virgil también es atacado pero logra apuñalar al salvaje.
Kelly se encuentra con un campamento en el bosque en el que Connie se quedó con Virgil y encuentra un pequeño diario que Connie estaba escribiendo. Finalmente se le unen Carol, Rosita y Magna, quienes están molestos porque Kelly no le dijo a nadie dónde estaba. yendo antes de irse, pero acepta ayudarla a buscar a Connie.
Cuando el grupo de búsqueda de Leah llega a la casa amarilla, Daryl hace señales encubiertas a Maggie, Negan, Gabriel y Elijah, quienes se esconden en un compartimento. en el suelo para evitar a los Reapers. Los Reapers buscan hasta que encuentran la casa de Maggie. Al encontrarlo vacío, Daryl sugiere que podrían haber escapado por la parte de atrás, pero Carver sospecha. Cuestiona si Daryl es leal a los Reapers, pero Leah sugiere que revisen las casas restantes. Carver encuentra la puerta oculta pero al levantar la alfombra, está vacía.
En la habitación, Virgil le dice a Connie que lo deje, pero ella insiste en que no se irá y él acepta ir con ella. Salen corriendo de la habitación y son emboscados por la gente salvaje. Mientras pelea, Virgil es apuñalado repetidamente. Connie esconde a Virgil detrás de ella y se cubre con las tripas de un caminante, antes de dejar que los caminantes entren para devorar a los salvajes. Connie y Virgil son atacados nuevamente afuera, pero los salvajes son asesinados con una honda. Kelly, Carol, Rosita y Magna corren hacia Connie mientras las dos hermanas se abrazan.
Después de revisar todos los edificios, el grupo de Leah regresa a Meridian y le dice a Pope que no encontraron a nadie. Ven el cadáver reanimado de Frost atado a un poste, y Pope dice que obtuvo todo lo que necesitaba de Frost, antes de llevar a Carver al interior de Meridian.

## Recepción

### Recepción crítica
El episodio recibió elogios de la crítica y es el episodio con mejores críticas de la temporada 11 hasta el momento. En el sitio agregador de reseñas Rotten Tomatoes, "On the Inside" tiene una puntuación del 100% con una puntuación promedio de 8,9 en 13 reseñas. El consenso crítico dice: "Si bien los Reapers aún no se han unido para convertirse en una amenaza memorable, 'On the Inside' cautiva con una escena de terror que aterrorizará incluso a los fanáticos más acérrimos de 'Walking Dead'".
Escribiendo para Forbes, Erik Kain elogió el tono y la historia del episodio, escribiendo que fue "el episodio de Walking Dead más aterrador en mucho tiempo, recordando películas de terror clásicas como The People Under The Stairs." Kain reflexionó más tarde que el episodio "era completamente inverosímil y ridículo, pero tenía una vibra de película de terror muy divertida".Ron Hogan para Den of Geek también comparó positivamente el episodio con The People Under The Stairs, otorgándole al episodio 4,5 de 5 estrellas. Hogan elogió la dirección de Nicotero, la escritura  y los temas de terror, calificándolos como "los episodios de terror directo más apremiantes y rechinantes que ha hecho 'The Walking Dead'". Alex McLevy para The A.V. Club calificó el episodio con una B+, calificándolo como "una de las entregas más aterradoras de la serie AMC en años".
Rob Bricken de Gizmodo se refirió a él como "involuntariamente divertido", y señaló que el uso de tropos de terror es efectivo para crear tensión antes de la revelación de "la manada", pero que la tensión cae después. la revelación.

### Calificaciones
El episodio fue visto por 1,78 millones de espectadores en los Estados Unidos en su fecha de emisión original. Marcó una disminución en los ratings respecto al episodio anterior, que tuvo 1,91 millones de espectadores.